# معركة قارص (1745)
معركة قارص (بالإنجليزية: Battle of Kars)‏ كانت هذه المعركة بين قوات الدولة العثمانية بقيادة محمد باشا يكن والدولة الفارسية بقادة نادر شاه من جهة أخرى وهي المعركة الرئيسية الأخيرة في الحرب العثمانية الفارسية التي امتدت خلال الفترة من عام 1743 إلي عام 1746 واسفرت المعركة عن تدمير كامل لتشكيلات الجيش العثماني، لقد استمرت المعركة في الواقع علي مدى عشرة أيام حيث شهد اليوم الأول للمعركة 19 أغسطس 1745 خروج العثمانيين تقريبا من المعركة وذلك بعد قتال عنيف بين الطرفين من ميدان المعركة تلى ذلك سلسلة من الحصارات والمناوشات حتى تم تدمير كامل تشكيلات الجيش العثماني انهت المعركة علي اى آمال لدي إسطنبول للفوز بالحرب لتبدء مفاوضات من أجل السلام بين الدولتين مع موقف ضعيف بكثير للدولة العثمانية بسبب تلك الهزيمة.